# Margarete Wiedeke
Margarete Wiedeke, teilweise auch in der Schreibweise mit Vorname Marguerite oder dem Nachnamen Wiedecke  (* 8. Oktober 1874 in Berlin; † 6. Februar 1940 ebenda) war eine deutsche Unterhaltungskünstlerin.

## Leben

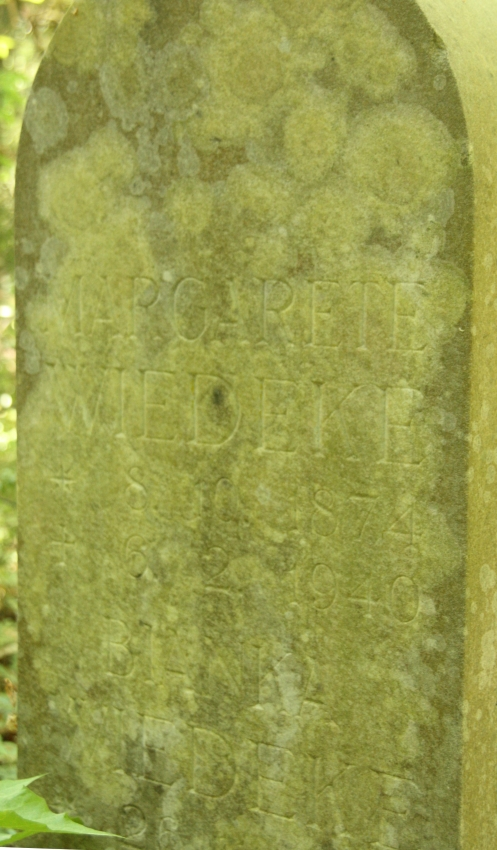
Margarete Wiedekes Grabstein auf dem Südwestkirchhof Stahnsdorf

Sie wirkte auf dem Gebiet der Kleinkunst vorwiegend zwischen 1900 und dem Ersten Weltkrieg. U.a. war sie  als Soubrette am Deutsch-Amerikanischen Theater (1905), am Bernhard-Rose-Theater (1907), am Sanssouci-Theater, am Berliner Theater und am Komödienhaus (1911) in Berlin engagiert. Als Unterhaltungskünstlerin dieser Zeit, als Sängerin und Schauspielerin bevorzugte sie das leichte Genre, bis hin zu frivolen und freizügigen Texten.
Obwohl sie nicht mit einer für ihre Zeit charmanten Stimme ausgestattet war, verzeichnete sie eine riesige Auswahl von Liedern auf Zylindern und Scheiben bei den meisten damaligen Aufnahmefirmen (Anker, Beka, Edison, Favorite, Globophon, Gloria, Grammophon, Harmonie, Homophon, Isiphon, Kalliope, Lyrophon, Noraphon, Odeon, Polyphon, Vox, Zonophon). Manche Titel wurden sogar bei mehreren Schallplattenunternehmen aufgezeichnet. Dabei reproduzierte sie Stücke von bekannten und weniger bekannten Komponisten der leichten Muse ihrer Zeit (Wilhelm Aletter, Edmund Eysler, Leo Fall, Jean Gilbert, Victor Holländer, Georg Jarno, Leon Jessel, Viktor Keldorfer, Walter Kollo, Paul Lincke, Franz Lehár, Wilhelm Lindemann, Rudolf Nelson, Willy Rosen, Harry Waldau [= Valentin Pinner]). In Duetten war sie mit verschiedenen männlichen Partnern, wie Ludwig Arno, Max Heye, Max Kuttner, Carl Nebe und Hermann Wehling zu hören.
Nach dem Ersten Weltkrieg trat sie verstärkt als Vortragskünstlerin auf und sprach am Berliner Rundfunk in Hörspielen mit.
Beim Film übernahm sie ab 1919 vereinzelt Nebenrollen; in den 1930er Jahren wirkte sie noch in zwei Tonfilmen mit. In Die Umwege des schönen Karl von Carl Froelich (Uraufführung am 31. Januar 1938) und in Carl Boeses Komödie Fünf Millionen suchen einen Erben (Uraufführung am 1. April 1938) ist sie noch in kleinen Nebenrollen zu sehen.
Ihre letzte Ruhestätte befindet sich auf dem Südwestkirchhof Stahnsdorf.

## Diskographie (Auswahl)
- Adolph Philipp: Die lachende Familie oder Lachen und Weinen. (aus: „Über'n grossen Teich“). Edison 15122; Beka 8147; Gloria 7185; Gramophone 43547; Harmonie 3103; Lyrophon 657; Odeon X34396; Zonophon X-23065 (1904).[2]
- Gustav Wanda: Küss mir die Augen zu. Grammophon 23045 (1904).
- Edmund Eysler: Dann fahr ich aus der Haut (aus: „Schützenliesl“ / mit Ludwig Arno). Favorite 1-19117 (1905).
- Viktor Holländer: Gauner-Duett (aus: „Auf in's Metropol“ / mit Ludwig Arno). Odeon X.34433/31 (1905).
- Paul Lincke: Rosen, Tulpen, Nelken (Walzer aus: „Prinzess Rosine“). Odeon X.25513/14 (1906)
- Paul Lincke: Auto-Duett (aus: „Hochparterre Links“ / mit Carl Nebe). Edison 15515 (1906).
- Wilhelm Aletter: Emil, du bist eine Pflanze. Edison 15567 (1906).
- Viktor Holländer: Willst du mein Cousinchen sein? (Rheinländer) / Der Tanzhusar (aus der Revue: „Der Teufel lacht dazu!“ / mit Ludwig Arno). Zonophon X.24167 (1906).
- Siegmund Linné: Bummellied (aus: „Wenn des Nachts erst die Lichter glüh'n“ / mit Ludwig Arno). Grammophon 44063 (1906)
- Rudolf Nelson: Komm zu Kranzler (aus: „Das bummelnde Berlin“ / mit Ludwig Arno). Odeon X.25578 (1906).
- Paul Lincke: Onkel Fichte mit der Nichte (aus: „Eine lustige Doppelehe“ / mit Ludwig Arno). Edison 15635 (1907).
- Joseph Hellmesberger junior: Mach'n wir mal 'ne Bummelfahrt (aus: „Der Triumph des Weibes“ / mit Ludwig Arno). Zonophon X-24217 (1907).
- Adolf Philipp: Bolle-Lied (aus: „Der Sorgenbrecher“ / mit Ludwig Arno). Zonophon X-24218 (1907).
- August Conradi: Erst hat sie immer „Sie“ gesagt (aus: „Der Aktienbudiker“ / mit Ludwig Arno). Edison 15621 (1907).
- Ferdinand Meysel: Eener und Eene. (mit Ludwig Arno). Edison 15907 (1907).
- Emil Hartmann: Max laß den Gas raus! Edison 15941 (1908).
- Reinhold Ehrke: Platz da, jetzt kommt Grete (Marschlied). Beka 8378 (1908).
- Leo Fall: Heinerle, Heinerle hab' kein Geld – Rheinländer (aus: „Der fidele Bauer“). Beka 12320 (1908).
- Eugen Jührisch: Wenn der Wiesenpieper piept. Marschcouplet (mit Ludwig Arno). Zonophon X.24475 (1908).
- Rudolf Nelson: Heinrich, lass die Hosen runter. Dacapo D3096/95 (1908)
- Emil Winter: Die Lachenden (mit Ludwig Arno). Zonophon X-5-24002 (1908)
- Harry Waldau: Ach, mein Otto hat 'ne Flöte. Edison 15008; Beka 12403 (1909).
- Wilhelm Lindemann: Wenn die Pflaumenbäume blüh'n (Walzerlied). Edison 15020; Beka 12804 (1909).
- Alb. Bendix: Emil steck' die Pfeife weg. Edison 16059 (1909).
- Imre Kálmán: Kusslied (aus: „Ein Herbstmanöver“). Homophon 11229 (1909)
- Walter Kollo: Wenn die Musik erklingt (Marsch-Couplet). Edison 16088 (1909).
- Walter Kollo / Claire Waldoff (Text): Det scheenste sind die Beenekens (Couplet). Beka 12240 (1909).
- Viktor Holländer: Krischan, wir wollen's mal riskieren (aus: „Wo wohnt sie denn?“). Beka 12381 (1909).
- Alfred Behling: Nur ein Viertelstündchen. (Intermezzo aus: „Der Walzerwahn“). Beka 12384 (1909).
- Oscar Straus: Des Morgens kriegst du einen Kuss (Aus: „Der tapfere Soldat“). Dacapo D2516/17 (1909).
- Max Schmidt: Ein Dauerkuss (Duett mit Ludwig Arno / Aus: „Doktor Klapperstorch“). Beka 12388 (1909).
- Gustave A. Kerker: Goldfischduett (aus: „Die oberen Zehntausend“ / mit Hermann Wehling). Beka 12808 (1909).
- Wilhelm Aletter: Der Max hat'n Knax. Kalliope 1566 (1909).
- Robert Blum: O du schlimmer, du willst immer. Edison 15245 (1910).
- Walter Kollo: Das kleine Niggergirl (Cakewalk-Lied). Edison 16100 (1910); Globophon 2398 (1911).[3]
- Franz Lehár: Mädel klein, Mädel fein (Walzerduett mit Erich Born / aus: Der Graf von Luxemburg). Favorite 1-19447 (1910).
- Georg Mielke: Sie haben sich in der Tür geirrt! Beka 13099 (1910).
- Hermann Wehling (Text): Eine Privatschulstunde. Favorite 1-17627 (1910).
- Beim Stellenvermittler. Humoristische Szene (mit Martin Kettner). Edison 16139 (1910).
- Emil Hartmann: Morgens willste nich und abends kannste nich. / Kinder, au det zieht. Zonophon 51517 (1911).
- Weissler: Stolzenfels am Rhein (Walzer) / Walden: Fräulein Bock im Hosenrock (humoristischer Rheinländer / mit Charles Wiedecke und Carl Nebe). Zonophon 2-520519+2-520522 (1911).
- Otto B.Roeser: Wenn der Puls von Frau Schulz nicht mehr richtig schlägt. Edison 15259 (1912).
- Louis Fuchs: Nimmste gleich de Hand weg. Edison 16238 (1912).
- Viktor Keldorfer: Musikalische Speisekarte. (mit Nebe-Quartett). Gramophone 12431; Victor 67204 (1912).
- Leo Fall: Und der Himmel hängt voller Geigen (aus „Der liebe Augustin“ / mit August Bockmann). Zonophon 17307 (1912).
- Jean Gilbert: Mach' dir nichts d'raus (Walzerduett mit Martin Kettner) / Flieg, du kleine Rumplertaube (Walzerlied aus: „Die Puppchen“). Zonophon 524260+523111 (1913).
- Georg Jarno: Banjo-Ständchen (aus: „Das Farmermädchen“ / mit Max Kuttner). Zonophon 524307 (1913).
- Rudolf Nelson: Cakewalk-Bengel. Zonophon 623001 (1913).
- Leon Jessel: Zieh' ich am Bändchen mein Hampelmännchen (aus: „Wer zuletzt lacht“ / mit Max Kuttner). Zonophon 524345 (1914).
- Julius Jehring: Zwei verlassene Italiener (mit Max Kuttner). Zonophon 524356 (1914).
- Wir reden deutsch und wollen Deutsche sein. Zonophon 523143 (1914).
- Da hat doch eener wieder dran gedreht (Humoristischer Vortrag). Isiphon 266 (1918).
- Max Heye (Text): Die Hochzeitsrede (Humoristische Szene). Beka 31482 (1921).
- Max Heye (Text). Die Kremserpartie (Humoristischer Vortrag). Beka 31544 (1922).
- Max Heye (Text): Nebbich I/II. Vox 5002A/B (1921/22).
- Walter Kollo: Ich möchte mal (aus: „Königin der Nacht“). Vox 5008A (1921/22)
- Willy Rosen: Das schicke Mädel. Vox 5012A (1921/22).
- Adolf Dransfeld: Wenn du denkst, dass du kannst (Couplet) / Mir wird ganz mies. Favorite F-0416+F427-II (1922)
- Max Heye (Text): Berliner Sechstagerennen. [Kabarett]. Homocord B.277 (1923).
- Gebrüder Grimm: Märchenerzählungen. Odeon 312724-312727 (1924).
- Max Heye (Text): Achtung! Achtung! Sie hören. 1. u. 2. Teil. (Humoristische Szene). Vox 5740A/B (1930).
- Gardinenpredigt (mit Otto Rathke). Gloria GO.10072. (1931).
- Max Heye (Text): Eine Stunde in der Mädchenschule. / Ballgeflüster. Polykord 30327.

## Filmographie
- 1919 Ein Frühlingstraum (Rolle: Frau Greif)
- 1919 Wenn das Leben Nein sagt (Rolle: Frau Moralt)
- 1937/38 Die Umwege des schönen Karl (Rolle: Karls Wirtin)
- 1937/38 Fünf Millionen suchen einen Erben (Rolle: 4. Vorstandsmitglied der Vereinigten Frauen- und Sittlichkeitsverbände)